# Remédio
Remédio é qualquer substância ou recurso utilizado para obter cura ou alívio. Diferentemente de fármaco, a substância utilizada não necessita ser conhecida quimicamente. Já medicamento, tem uso mais estrito a composição excipientes+fármacos, vendidos em farmácias e drogarias, utilizados na cura, prevenção e profilaxia, com uma série de regras e testes de qualidade que devem ser realizados para comprovar sua eficácia.